# Diversidad sexual en Estonia
La diversidad sexual en Estonia es cada vez más respetada y aceptada, y actualmente se encuentra entre los países de Europa Oriental más avanzados en materia de derechos LGBT. En 2023 Estonia se convirtió en el primer país ex-soviético en legalizar el matrimonio igualitario. Los derechos LGBT en Estonia se encontraban muy atrasados, sin embargo, en 2005 comenzó a generarse un debate público que dio como fruto en 2008 la propuesta de Ley sobre parejas de hecho, que representó un avance significativo respecto a los demás países bálticos, Letonia y Lituania, que reformaron la constitución para prohibir la ampliación del derecho al matrimonio a parejas del mismo sexo. Hoy en día Estonia hace gala de un notable avance en materia de derechos LGBT con respecto a prácticamente todos los países de la zona oriental de Europa, siendo hasta ahora el único país ex-soviético que acepta el matrimonio entre personas del mismo sexo.

## Leyes contra los homosexuales
Como parte de la Unión Soviética, en Estonia estaban prohibidas las relaciones homosexuales. En 1992, poco después de la independencia de Estonia, la homosexualidad fue legalizada. Desde entonces se fueron eliminando las leyes discriminatorias, como la que establecía diferencias en la edad de consentimiento entre las relaciones homosexuales y las heterosexuales, que fue abolida en 2001. Actualmente no existe ninguna ley contra los homosexuales, los cuales pueden acceder al servicio militar. En cuestión de asilo, sin embargo, no se contempla la posibilidad de petición de asilo político sobre la base de la orientación sexual.

## Legislación contra la discriminación por orientación sexual
Como premisa previa a su acceso a la Unión Europea, Estonia aprobó el 1 de mayo de 2005 una ley que prohíbe la discriminación basada en la orientación sexual en el empleo. La Ley de Tratamiento Igualitario entró en discusión parlamentaria en 2008, en ella se amplía la prohibición de la discriminación por orientación sexual en áreas como la asistencia sanitaria, la seguridad social, la educación y el acceso a bienes y servicios. Ese mismo año se presentó una proposición de ley sobre parejas de hecho, que debe ser aprobada por el Riigikogu en 2009.

## Identidad de género y expresión
Desde junio del 2002, la población transgénero puede cambiar su género legal y su nombre. Además, no es necesario que hagan una cirugía de transición, se esterilicen o se divorcien de su pareja.

## Situación social
En los últimos años, el respeto y la aceptación a las personas LGBT y a sus derechos ha venido creciendo de forma significativa en la sociedad de Estonia. Una encuesta de 2023 reveló que el 53% de la población de Estonia apoya el matrimonio igualitario.
La percepción de la homosexualidad que se ha tenido en Estonia ha estado marcada por la mentalidad totalitaria de la dictadura soviética, que la calificaba de enfermedad y vicio burgués. Una investigación, llevada a cabo entre los años 2001 y 2002, en Lituania, Letonia y Estonia, demostró que el 67% de los varones homosexuales que viven en estos países ocultan su orientación sexual a los padres, el 88% la ocultan en su lugar de trabajo, y el 89% en la vida pública. Sólo el 15% de los gais y las lesbianas encuestadas no ocultaban su orientación. El 4% se enfrentó a una amenaza de despido a causa de preferencia sexual, y otro 6% confirmaron que fueron despedidos u obligados a abandonar el trabajo debido a su orientación sexual. Según los resultados de una encuesta del Eurobarómetro realizada en 2006 el 21% de los estonios encuestados manifestaban su apoyo a que las parejas del mismo pudieran contraer matrimonio y el 14% reconocían a las parejas del mismo sexo el derecho a adoptar (la media de la UE se situaba en un 44% y 33% respectivamente).
En los últimos años se han producido diversos incidentes homófobos que han puesto de relieve la pasividad de las autoridades estonias frente a la discriminación. El Día Internacional del Orgullo LGBT se celebra en Tallin desde 2004, en la manifestación de 2006 quince personas fueron agredidas por un grupo de extrema derecha, ese mismo año el embajador holandés en Tallin, Hans Glaubitz dejó su cargo, trasladándose al consulado de Montreal, tras las amenazas racistas y homófobas que recibió su pareja.
Por otra parte el gobierno a través del Instituto Nacional de Salud y la principal organización LGBT, la Liga Gay de Estonia inauguraron en 2004 el Centro de Información para Lesbianas y Gais, Gei ja Lesbi Infokeskus, que ha puesto en marcha proyectos para informar a la población homosexual sobre las enfermedades de transmisión sexual o aumentar la sensibilización de la sociedad estonia con respecto a la homosexualidad. 
Con respecto al ambiente homosexual, en las grandes ciudades como la capital Tallin, o Tartu, la ciudad universitaria por antonomasia de Estonia, existen locales orientados o comúnmente frecuentados por público homosexual o simpatizante LGBT. En marzo de 2008 se creó, con influencias del característico ambiente universitario de la ciudad, el grupo Jóvenes Gais de Tartu, Tartu Gei Noored.
Una encuesta realizada entre el 28 de marzo de 2017 y el 10 de abril de 2017 indicó que, mientras que el apoyo a la legislación de la paternidad registrada por personas del mismo sexo no había cambiado en tres años (45% vs 46%), el apoyo a los matrimonios del mismo sexo se había incrementado hasta el 39%, con un 52% en contra (en comparación con el 64% en contra de 2014) También se hizo referencia al incremento de la aceptación de la homosexualidad, del 34% en 2012 al 41% en 2017, con el 52% en contra. Al mismo tiempo, el apoyo a los derechos de adopción conjunta no varió, con un 66% en contra de cualquier legislación similar.